# Microregione di Pará de Minas
Pará de Minas è una microregione del Minas Gerais in Brasile, appartenente alla mesoregione di Metropolitana di Belo Horizonte.

## Comuni
È suddivisa in 5 comuni:
- Florestal
- Onça de Pitangui
- Pará de Minas
- Pitangui
- São José da Varginha